# Sibiu Cycling Tour 2015
Die Austragung der Sibiu Cycling Tour 2015 fand vom 1. bis 5. Juli statt.

## Teilnehmende Mannschaften
| UCI Professional Continental Teams Androni Giocattoli-Sidermec Nippo-Vini Fantini          | CCC Sprandi Polkowice                                                     | Southeast                                                                               |
| UCI Continental Teams Itera-Katusha LKT Team Brandenburg Differdange-Losch GM Cycling Team | Unieuro-Wilier-Trevigiani Tusnad Cycling Team Bike Aid Kemo Dukla Trenčín | Team Stuttgart Parkhotel Valkenburg Continental Team Ringeriks-Kraft D’Amico Bottecchia |
| Nationalmannschaften Rumänien                                                              |                                                                           |                                                                                         |

## Etappen
| Etappe | Tag     | Strecke                                                 | km    | Typ | Sieger          |
| ------ | ------- | ------------------------------------------------------- | ----- | --- | --------------- |
| P      | 1. Juli | Hermannstadt – Hermannstadt                             | 2,2   |     | Rafael Andriato |
| 1      | 2. Juli | Hermannstadt – Mediaș – Hermannstadt                    | 215,9 |     | Oscar Gatto     |
| 2      | 3. Juli | Hermannstadt – Sebeș – Păltiniș                         | 154,4 |     | Mauro Finetto   |
| 3      | 4. Juli | Hermannstadt – Bâlea-See                                | 160,0 |     | Alessio Taliani |
| 4      | 5. Juli | Hermannstadt – Orlat (circuit) – Slimnic – Hermannstadt | 151,0 |     | Oscar Gatto     |

## Wertungen
|                | Fahrer               | Team                        | Zeit       |
| -------------- | -------------------- | --------------------------- | ---------- |
| 1              | Mauro Finetto        | Southeast                   | 17:14:38 h |
| 2              | Davide Rebellin      | CCC Sprandi Polkowice       | + 0:12 min |
| 3              | Serghei Țvetkov      | Androni Giocattoli-Sidermec | + 0:19 min |
| Oranges Trikot | Giovanni Carboni     | Unieuro-Wilier-Trevigiani   | -          |
| Blaues Trikot  | Robert Kessler       | LKT Team Brandenburg        | -          |
| Rotes Trikot   | Eduard-Michael Grosu | Nippo-Vini Fantini          | -          |

### Wertungstrikots
| Etappe         | Etappensieger   | Gesamtwertung        | Punktewertung        | Bergwertung    | Sprintwertung  | Nachwuchswertung | Bester Rumäne        | Teamwertung |
| -------------- | --------------- | -------------------- | -------------------- | -------------- | -------------- | ---------------- | -------------------- | ----------- |
| P              | Rafael Andriato | Rafael Andriato      | Rafael Andriato      | nicht vergeben | nicht vergeben | Davide Plebani   | Eduard-Michael Grosu | Southeast   |
| 1              | Oscar Gatto     | Eduard-Michael Grosu | Eduard-Michael Grosu | Mauro Finetto  | Robert Kessler | Mattia Frapporti | Eduard-Michael Grosu | Southeast   |
| 2              | Mauro Finetto   | Mauro Finetto        | Mauro Finetto        | Mauro Finetto  | Robert Kessler | Øivind Lukkedahl | Serghei Țvetkov      | Southeast   |
| 3              | Alessio Taliani | Mauro Finetto        | Mauro Finetto        | Mauro Finetto  | Robert Kessler | Giovanni Carboni | Serghei Țvetkov      | Southeast   |
| 4              | Oscar Gatto     | Mauro Finetto        | Mauro Finetto        | Mauro Finetto  | Robert Kessler | Giovanni Carboni | Serghei Țvetkov      | Southeast   |
| Wertungssieger | Wertungssieger  | Mauro Finetto        | Mauro Finetto        | Mauro Finetto  | Robert Kessler | Giovanni Carboni | Serghei Țvetkov      | Southeast   |